# Síndrome de savant

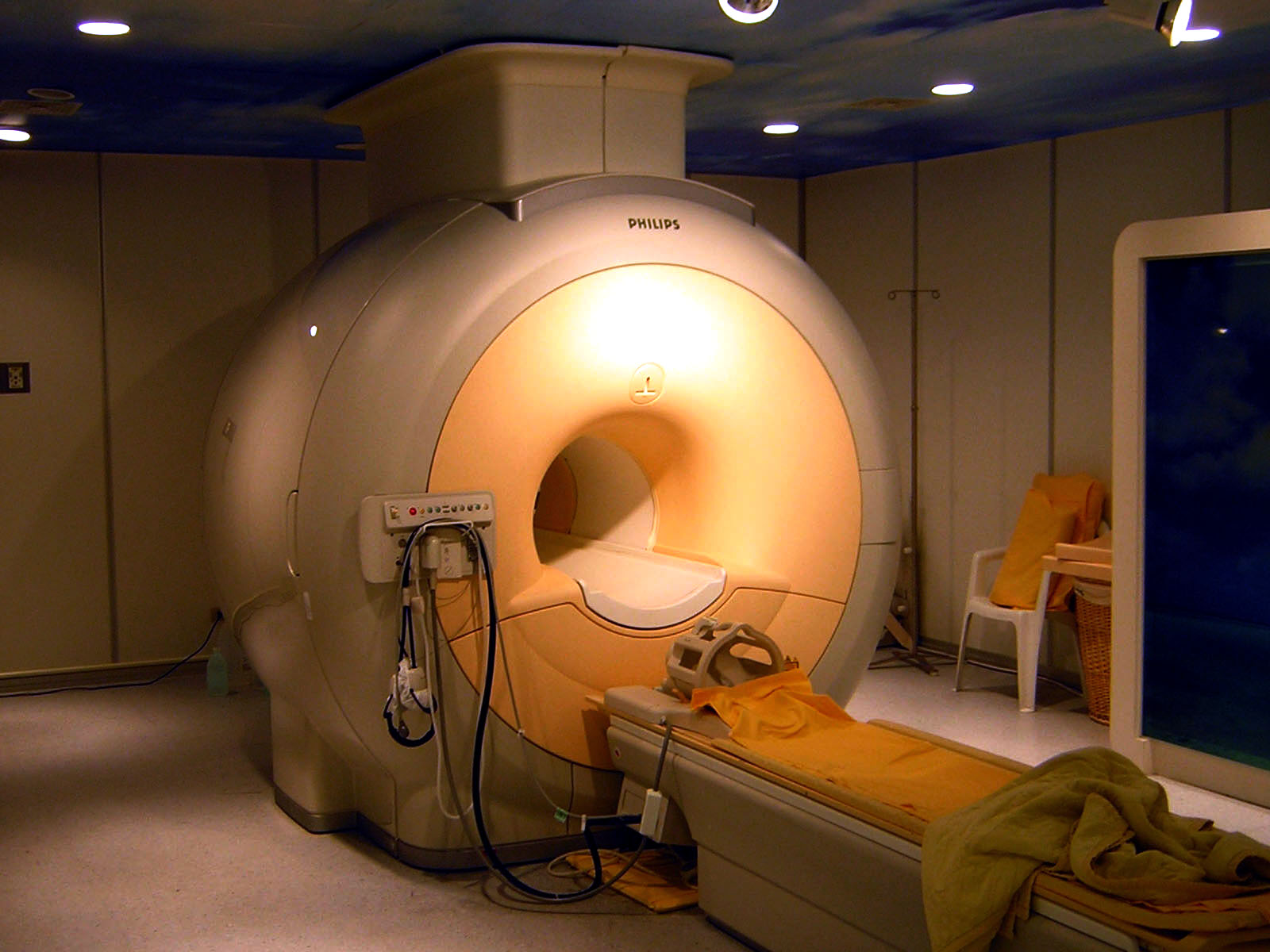
MRI

La síndrome de savant («savi», en francès), també conegut com a síndrome del savi és un conjunt de característiques neurològiques que bàsicament consisteixen en una extraordinària capacitat de memòria o de càlcul o d'una disciplina artística particular, malgrat, aparentment, un baix quocient intel·lectual. Popularment coneguda per la pel·lícula Rain Man, afecta molt poques persones i, a la realitat, sovint no de manera espectacular.
Sembla que, en aquestes persones, el sistema de filtrat de la memòria funciona de manera diferent que a les altres. Per exemple, un estudi fet al savant Kim Peek estableix que té majors ventricles plens de líquid, de manera que se li estenen fins al cerebel, la part esquerra del seu cerebel és significativament més petita que la dreta, i no té cos callós, que és el que connecta la part dreta i l'esquerra del cervell. Tot i això, n'hi ha molt pocs casos, no tots es sotmeten a estudis i cada individu és diferent.
Val a dir que d'aquesta curiositat rara se'n diu popularment una "síndrome" tot i que no apareix com a tal als manuals de psiquiatria. No es considera una malaltia que requereix sanació, teràpia o medicació. Es tracta més aviat d'un conjunt de trets o característiques altament infreqüents de les que tot just es comença a saber, molt poc, gràcies als avenços en l'estudi amb neuroimatges, sobretot amb tècniques d'imatge per ressonància magnètica (MRI).

## Història
El 1962, Darolt Treffer, gran especialista en savantisme, li dediquen un carrer amb el seu nom al lloc on va trobar el primer savant. Aquest primer savant era un jove pacient seu que va aprendre de memòria tots els horaris dels autobusos de Milwaukee després de llegir-los una única vegada.

## Característiques

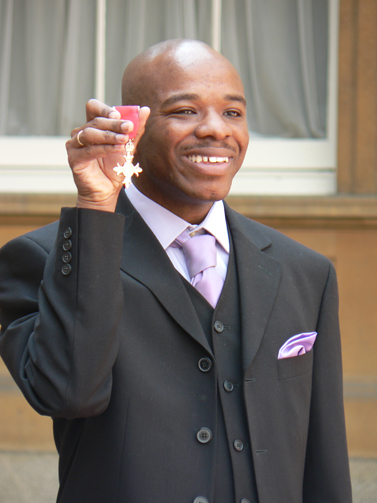
Stephen Wiltshire: La càmera humana

La principal característica que presenten els savants és la seva prodigiosa memòria que, segons Treffert, és una memòria “molt profunda, però massa estreta”, és a dir, són capaços de recordar-ho tot però tenen molta dificultat a l'hora de fer-la servir.
Els principals coneixements dels savants se centren en tres branques del coneixement:
- Art: La música, la pintura, l'escultura són diferents branques on molts dels savants destaquen.
- Càlcul: Alguns savants poden realitzar càlculs sorprenents de dates. Altres savants poder realitzar càlculs matemàtics mentals molt complexos de forma instantània.
- Habilitats mecàniques i especials: Alguns savants poden mesurar distàncies quasi exactes sense ajuda d'instruments, poden construir maquetes amb moltíssims de detalls, poden memoritzar mapes, direccions...

Però, a més, hi ha savants amb altres habilitats com poden ser l'aprenentatge de molts idiomes, la forta agudització dels sentits, o una perfecta apreciació del pas del temps sense fer servir rellotges.

### Savantisme congènit
Normalment, els savant són persones amb dificultats mentals, motrius o físiques que presenten una habilitat concreta, majoritàriament fora del normal. Pràcticament tots els savants presenten aquestes habilitats des del moment del naixement, és a dir, tenen habilitats congènites concretes.

### Savantisme adquirit
Hi ha un petit grup de savants que inicialment no presentaven cap habilitat concreta, no tenien cap habilitat congènita fora del normal però que de cop i després de qualque accident van aparèixer.

## Tipus
Hi ha tres tipus diferents de savants:
- Savants prodigiosos: Destaquen en tots els nivells de coneixement que tenen, tant per excés com per defecte. Es creu que en tot el món n'existeixen uns 25.
- Savant amb talent: Les seves habilitats són igualment de sorprenents que les dels savants prodigiosos, però també criden l'atenció a causa de la gran discapacitat que presenten.
- Savants de minúcies. Tenen certes peculiaritats de savant, però limitades, tenen bona memòria de tipus visual i auditiva.

## Savants notables
- Kim Peek: (1951-2009).